# Rudolf Abel (Mediziner)
Rudolf Abel (* 21. Dezember 1868 in Frankfurt (Oder); † 8. August 1942 in Jena) war ein deutscher Bakteriologe. Mit ihm wird der Begriff Abel-Löwenberg-Bakterium, einem gramnegativen, unbeweglichen und verkapselten Bakterium der Gattung Klebsiella, verbunden.

## Leben
Rudolf Abel war der Sohn des Korpsgeneralarzts Ludwig Abel. Der Doktortitel der Medizin wurde ihm 1890 in Greifswald verliehen. Er wurde Assistent von Friedrich Loeffler und habilitierte sich 1893 für Hygiene. Anschließend arbeitete er als Privatdozent und leitender medizinischer Direktor in Hamburg, in der Hauptdirektion der Berliner Polizei und im Preußischen Kulturministerium. Von 1903 bis 1905 war Abel bei der Regierung Oppeln tätig, 1905 wurde er zum Vortragenden Rat in die Medizinal-Abteilung des Kultusministeriums berufen, 1906 zum Geheimen Medizinalrat ernannt. Von 1910 bis 1915 war Geheimrat Rudolf Abel Anstaltsvorsteher der Königlichen Landesanstalt für Wasserhygiene in Berlin. 1915 übernahm er in Nachfolge von August Gärtner den Lehrstuhl für Hygiene in Jena. Er war auch Mitglied des Reichsgesundheitsrates.
Der Privatdozent Friedrich Wilhelm Bickert (* 17. März 1898 in Metz; gefallen 17. Dezember 1944 an der Westfront), Mitglied der NSDAP seit etwa August 1932, richtete am 4. Juni 1933 ein ausführliches Beschwerdeschreiben an das thüringische Volksbildungsministerium mit zahlreichen Anschuldigungen gegen Rudolf Abel, der zu dieser Zeit ordentlicher Professor der Hygiene und Vorstand der Hygienischen Anstalt war. Daraufhin wurde durch Abraham Esau, Rektor der Universität Jena, ein Dienststrafverfahren eingeleitet. Ergebnisse der Untersuchungen waren die Einstellung des Verfahrens gegen Rudolf Abel am 10. November 1933 sowie der „freiwillige Verzicht“ Bickerts auf die Venia Legendi zum 1. April 1934.
Abel war seit 1896 mit Katharina (genannt Käte), geb. Moser verheiratet. Aus der Ehe gingen zwei Kinder hervor: Hedwig (* 1897) und Walter (* 1899).

## Schriften
- Bakteriologische Studien über Ozaenae simplex. In: Centralblatt für Bacteriologie und Parasitenkunde. I, 1893, Orig. 13: 161–173.
- Taschenbuch für die bakteriologischen Praktikanten. Würzburg 1894; 23. Ausg., 1920; übers. ins engl.
- Die Aetiologie der Ozaenae. Zeitschrift für Hygiene und Infektionskrankheiten, 1896, 21: 89–155.
- Über einfache Hilfsmittel zur Ausführung bakteriologischer Untersuchungen. Würzburg, 1899; 2. Ausg. mit M. Ficker, 1908.
- Die Vorschriften zur Sicherung gesundheitsgemäßer Trink- und Nutzwasserversorgung. Berlin 1911.
- Handbuch der praktischen Hygiene. Jena 1913.
- Überblick über die geschichtliche Entwicklung der Lehre von der Infektion, Immunität und Prophylaxe. in: Wilhelm Kolle und August Paul von Wassermann: Handbuch der pathogenen Mikroorganismen. 2. erw. Ausg., 1912–1913, Ausg. 1: 1–29. und in der 3. Ausg., 1929.
- Die gesundheitlich wichtigen Verhältnisse und Einrichtungen der deutschen Seebadeorte (mit Ausnahme von mecklenburgischen Seebäder). veröffentl. von Rudolf Abel. Berlin, 1913. XVI + 282 Seiten. Anhang zum Jahrgang 1913 der Vierteljahrsschrift für gerichtliche Medizin und öffentliches Sanitätswesen, Berlin.